# The Magnificent Moodies
The Magnificent Moodies is een album van de Engelse band The Moody Blues voor het eerst in de zomer van 1965 uitgebracht door DECCA. Voor de Amerikaans markt werd een andere versie samengesteld onder de titel: Go Now' The Moody Blues#1.
In 1970 werd het album opnieuw uitgegeven; ditmaal onder de titel: In The Beginning.
De samenstelling van de band was destijds:
- Denny Laine: gitaar, piano, keyboards, harmonica, zang;
- Ray Thomas: percussie, keyboards, fluit, zang;
- Mike Pinder: keyboards, piano, orgel, mellotron, zang;
- Clint Warwick: basgitaar, zang;
- Graeme Edge: drums, percussion.

De productie was in handen van: Denny Cordell & Alex Murray.	

## Afspeellijst

### Versie Verenigde Staten
- I'll Go Crazy; (2:08)
- And My Baby’s Gone; (Mike Pinder & Denny Laine); (2:15)
- Go Now'; (Larry Banks & Milton Bennett); (3:10)
- It's Easy Child; (Bennett & Sandler); (3:10)
- Can't Nobody Love You; (4:00)
- I Had a Dream; (Greenwich & Mann); (2:50)
- Let Me Go; (Mike Pinder & Denny Laine); (3:08)
- I Don't Want to Go on Without You; (Bert Berns & Jerry Wexler); (2:45)
- True Story; (1:40)
- It Ain't Necessarily So; (2:47)
- Bye Bye Bird; (2:50)
- From the Bottom of My Heart (I Love You); (Mike Pinder & Denny Laine); (3:20)

### Versie Engeland
| Nr. | Titel                                          | Duur |
| --- | ---------------------------------------------- | ---- |
| 1.  | I'll Go Crazy (James Brown)                    | 2:08 |
| 2.  | Something You Got (Chris Kenner)               | 2:47 |
| 3.  | Go Now! (Larry Banks, Milton Bennett)          | 3:07 |
| 4.  | Can't Nobody Love You (James Mitchell)         | 3:57 |
| 5.  | I Don't Mind (James Brown)                     | 3:22 |
| 6.  | I've Got a Dream (Jeff Barry, Ellie Greenwich) | 2:48 |

| Nr. | Titel                                                   | Duur |
| --- | ------------------------------------------------------- | ---- |
| 1.  | Let Me Go (Denny Laine, Mike Pinder)                    | 3:09 |
| 2.  | Stop (Laine, Pinder)                                    | 2:01 |
| 3.  | Thank You Baby (Laine, Pinder)                          | 2:24 |
| 4.  | It Ain't Necessarily So (George Gershwin, Ira Gershwin) | 3:15 |
| 5.  | True Story (Laine, Pinder)                              | 1:41 |
| 6.  | Bye Bye Bird (Sonny Boy Williamson II, Willie Dixon)    | 2:45 |

| Nr. | Titel                                                        | Duur |
| --- | ------------------------------------------------------------ | ---- |
| 13. | Steal Your Heart Away (Parker)                               | 2:17 |
| 14. | Lose Your Money (Mike Pinder)                                | 2:02 |
| 15. | It's Easy Child (Kay Bennett, Sue Sandler, Gene Redd)        | 3:16 |
| 16. | I Don't Want to Go on without You (Bert Berns, Jerry Wexler) | 2:48 |
| 17. | Time Is on My Side (Norman Meade)                            | 3:05 |
| 18. | From the Bottom of My Heart (I Love You) (Laine, Pinder)     | 3:28 |
| 19. | And My Baby's Gone (Laine, Pinder)                           | 2:25 |
| 20. | Everyday (Pinder, Laine)                                     | 1:50 |
| 21. | You Don't (All The Time) (Pinder, Laine)                     | 2:24 |
| 22. | This Is My House (But Nobody Calls)" (Laine, Pinder)         | 2:38 |
| 23. | Life's Not Life (Laine, Pinder)                              | 2:38 |
| 24. | He Can Win (Pinder, Laine)                                   | 2:29 |
| 25. | Boulevard de la Madeleine (Pinder, Laine)                    | 2:55 |

Een door EROC van Grobschnitt geremasterde uitgave op Repertoire Records uit 2008 bevatte nog de track People Gotta Go.